# 朝鮮社會科學院
社會科學院成立於1948年9月，是朝鮮在哲學、社會科學領域研究的最高的和最全面的國家級學術機構與綜合研究中心。2012年，為慶祝該國開國領袖金日成壽辰100周年，社會科學院出版了一部合計200卷的百科全書，其內容涵蓋哲學、經濟學、法學、語言學、文學、歷史、民族學和考古學。此外，該學院還與日本的大正大學參與開發靈通寺的工程，也和大阪經濟法科大學建立學術締結關係。現時，社會科學院的院長是李惠貞。